# هندریک فروورد
هندریک فروورد (انگلیسی: Hendrik Verwoerd؛ ۸ سپتامبر ۱۹۰۱ – ۶ سپتامبر ۱۹۶۶) یک سیاست‌مدار و استاد دانشگاه اهل آفریقای جنوبی بود.